# Amfitrió

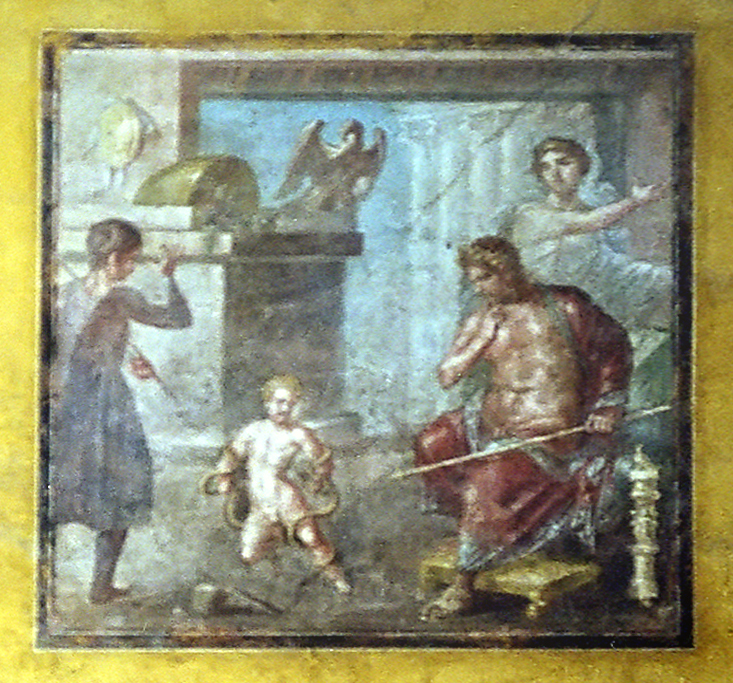
Amfitrió veu Heracles matant les serps que s'havien ficat al bressol. Pintura al fresc de la Casa Vettii (Pompeia)

Segons la mitologia grega, Amfitrió (grec antic: Ἀμφιτρύων, llatí: Amphitryon) fou un heroi, fill d'Alceu, el rei de Tirint i d'Astidamia, filla de Pèlops i Hipodamia.
Més que les seves batalles, ha passat a la història per ser el pare adoptiu d'Hèracles. Aquest fet ha estat el tema de diverses obres teatrals, la major part d'elles còmiques, fent broma sobre la suposada infidelitat de la seva dona. Els seus descendents foren els amfitriònides (Ἀμφιτρυωνιάδης).

## Etimologia
El seu nom està format per ἀμφίς (amphís, 'en dos llocs alhora') i el verb τρύω (tryo, 'intimidar, assetjar'); de la unió dels dos termes grecs s'obté el significat «assetjat per ambdós costats».

## Llegenda
Amfitrió era un general Tebà, procedent de Tirint la part més occidental del Peloponnès. Era amic de Panopeu.
El rei de Micenes, Electrió, li va concedir la mà de la seva filla Alcmena, en agraïment per haver-lo ajudat a combatre el seu enemic Pterelau. Un dia Amfitrió va matar accidentalment al seu sogre quan, per desviar una vaca furiosa va llençar un bastó que es va desviar i li va caure al cap. Llavors el germà del difunt, Estènel, el va desterrar. Amfitrió va marxar amb Alcmena a Tebes, on el rei Creont els va acollir.
A Alcmena li va arribar la notícia que els seus germans havien mort lluitant en una batalla contra els pirates tafis i li va demanar a Amfitrió que els vengés. Creont va dir que l'acompanyaria amb la condició que ell l'ajudés a matar una rabosa gegant, la guineu teumèsia, que el déu Dionís havia enviat i estava destruint els camps. A Amfitrió se li va acudir anar a capturar Lèlaps, un gos creat per Zeus amb fama d'atrapar sempre la seva presa, i el va enviar contra la rabosa.
Els tafis van resultar ser uns enemics difícils de vèncer. Però Amfitrió va ser ajudat per Cèfal, rei de Tebes, per Panopeu, rei de la Fòcida, per Heleu, fill de Perseu, de l'Argòlida, i per Creont. Cometo, la filla de Pterelau, el rei dels tafis es va enamorar d'Amfitrió; un dia mentre el seu pare dormia, Cometo va tallar els cabells daurats del seu pare, on estava la font de la seva força immortal i només així Amfitrió va poder-lo vèncer. Llavors va matar Cometo perquè no suportava la idea que una filla traís al seu propi pare. Abans de marxar va deixar el govern dels tafis en mans de Cèfal.

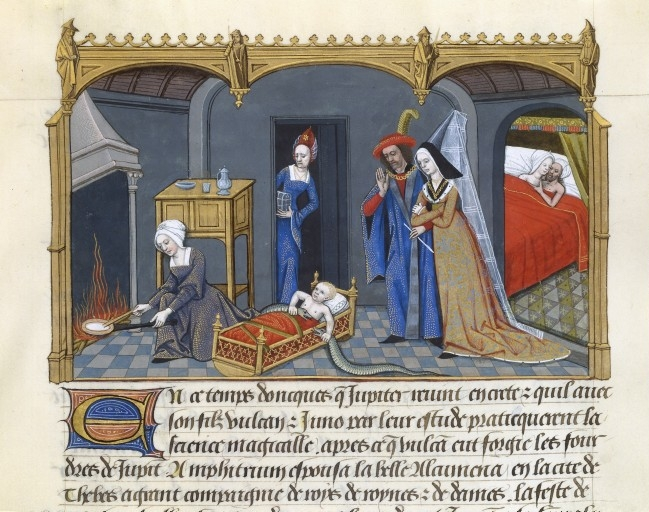
Amfitrió i Alcmena veuen Hèracles matar les serps. Il·lustració de Robinet Testard (1470 - 1531) del llibre Histoires de Troyes, publicada per Raoul Lefèvre al s.XV.

Zeus va visitar Alcmena, prenent la forma d'Amfitrió, i va engendrar un fill, Hèracles. Aquella mateixa nit Amfitrió va tornar de complir la seva promesa contra els tafis i va engendrar un altre fill en Alcmena, Íficles. Quan ella va donar a llum dos nens, Amfitrió els va acollir a tots dos pensant que eren seus. Pocs dies després va sospitar que un dels nens era especial perquè va veure que Hèracles havia matat amb les seves manetes unes serps que s'havien ficat al bressol. Això no obstant va criar els dos nens com a fills propis. Temps més tard Alcmena li va donar una filla, a qui van anomenar Laònome.
Sobre la mort d'Amfitrió hi ha dues versions, una diu que va morir en combat contra els mínies, batalla en la qual també va participar Hèracles. L'altra versió, narrada per Eurípides, diu que Amfitrió va sobreviure aquella batalla i va presenciar la mort dels fills d'Hèracles i la seva esposa.

## El personatge en la literatura
Diversos autors han narrat la llegenda d'Amfitrió. El dramaturg grec Sòfocles va escriure una tragèdia que portava el seu nom. En canvi l'escriptor romà Plaute en va fer una comèdia, una versió l'èxit de la qual va fer que es representés fins i tot durant l'edat mitjana i el Renaixement.
El 1636 Jean Rotrou va traduir l'obra de Plaute al francès amb el títol Les Deux Sosies. Molière es va inspirar en aquesta comèdia per escriure'n una pròpia, que va tenir molt d'èxit i la va titular simplement Amphitryon (1668). Seguint una frase de Molière que diu "Le véritable Amphitryon est l'Amphitryon où l'on dîne," («El vertader Amfitrió és aquell que et convida a dinar a casa seva»), la paraula "amfitrió" es va començar a usar en el sentit de persona generosa que t'acull a casa seva .
Johannes Burmeister va escriure una altra versió, però cristianitzant els personatges.
En llengua anglesa Jacke Juggler (ca. 1550) va escriure una obra curta. John Marston autor de What You Will (1607) es va basar parcialment en l'obra de Plaute. Thomas Heywood va escriure The Silver Age (1613) que té com a principal font d'inspiració el treball de Plaute. John Dryden va fer el 1690 Amphitryon basat en la de Molière. La principal innovació de Dryden va ser la incorporació de la música de Henry Purcell i en el personatge de Fedra, que flirteja amb Sosia però que finalment és vençuda per les promeses de riqueses que li fa Mercuri.
En llengua alemanya destaca l'obra de Heinrich von Kleist (1807), una versió molt representada en la qual l'autor, aprofita la incapacitat d'Alcmena per distingir entre Zeus i el seu marit, per extreure'n conclusions metafísiques. Giselher Klebe va escriure el 1961 una obra titulada Alkmene basada en la mateixa llegenda. Una obra pòstuma de Georg Kaiser va ser Zweimal Amphitryon («El doble Amfitrió», 1943). El 1968 Peter Hacks va escriure un nou Amphitryon.
El la literatura del segle xx, el tema d'Amfitrió va tornar a sorgir de la mà de Jean Giraudoux, Amphitryon 38 (1929). El número 38 és una al·lusió còmica al nombre de vegades que s'havia portat a un escenari aquesta història. Es va traduir i adaptar a la llengua anglesa per S. N. Behrman i va esdevenir l'obra destacada a Broadway el 1938. Sobre la comèdia de Plaute, Cole Porter va escriure el 1950 un musical titulat Out of This World. El 1991 va ser la base per la pel·lícula de Jean-Luc Godard  Hélas pour moi.
L'any 1935, es va fer una pel·lícula per contrarestar la propaganda del règim nazi, el guió es basava en l'Amphitryon de Kleist. Una altra obra inspirada en el treball de Kleist és el  God's Gift (2000) de l'autor irlandès John Banville.